# 山田三郎 (陸軍軍人)
山田 三郎（やまだ さぶろう、1891年（明治24年）7月14日 - 1956年（昭和31年）1月28日）は、大日本帝国陸軍軍人。最終階級は陸軍少将。

## 経歴
1891年（明治24年）に和歌山県で生まれた。陸軍士官学校第25期卒業。1939年（昭和14年）3月9日に陸軍歩兵大佐に進級し、8月1日に福井連隊区司令官に就任した。1940年（昭和15年）8月に歩兵第36連隊長（関東軍・第1方面軍・第28師団・第28歩兵団）に転じ、1943年（昭和18年）3月に函館連隊区司令官に就任した。
1944年（昭和19年）3月1日に陸軍少将に進級し、7月14日に歩兵第86旅団長（第12軍・第115師団）に就任。中国戦線に出動し、京漢線新占領地沿線の守備に任じた。1945年（昭和20年）3月9日に独立混成第3旅団長（北支那方面軍・第1軍）に転じ、終戦時は山西省崞県に位置した。
1947年（昭和22年）11月28日、公職追放仮指定を受けた。